# Bistum Tubarão
Das Bistum Tubarão (lateinisch Dioecesis Tubaraoënsis, portugiesisch Diocese de Tubarão) ist eine in Brasilien gelegene römisch-katholische Diözese mit Sitz in Tubarão im Bundesstaat Santa Catarina.

## Geschichte
Das Bistum Tubarão wurde am 28. Dezember 1954 durch Papst Pius XII. mit der Apostolischen Konstitution Viget ubique aus Gebietsabtretungen des Erzbistums Florianópolis errichtet und diesem als Suffraganbistum unterstellt. Am 27. Mai 1998 gab das Bistum Tubarão Teile seines Territoriums zur Gründung des Bistums Criciúma ab.

## Bischöfe von Tubarão
- Anselmo Pietrulla OFM, 1955–1981
- Osório Bebber OFMCap, 1981–1992, dann Prälat von Coxim
- Hilário Moser SDB, 1992–2004
- Jacinto Bergmann, 2004–2009, dann Bischof von Pelotas
- Wilson Tadeu Jönck SCJ, 2010–2011, dann Erzbischof von Florianópolis
- João Francisco Salm, 2012–2022, dann Bischof von Novo Hamburgo
- Adilson Pedro Busin CS, seit 2023